# Paradelphomyia (Oxyrhiza) polysticta
Paradelphomyia (Oxyrhiza) polysticta is een tweevleugelige uit de familie steltmuggen (Limoniidae). De soort komt voor in het Afrotropisch gebied.